# Edward Singleton Holden

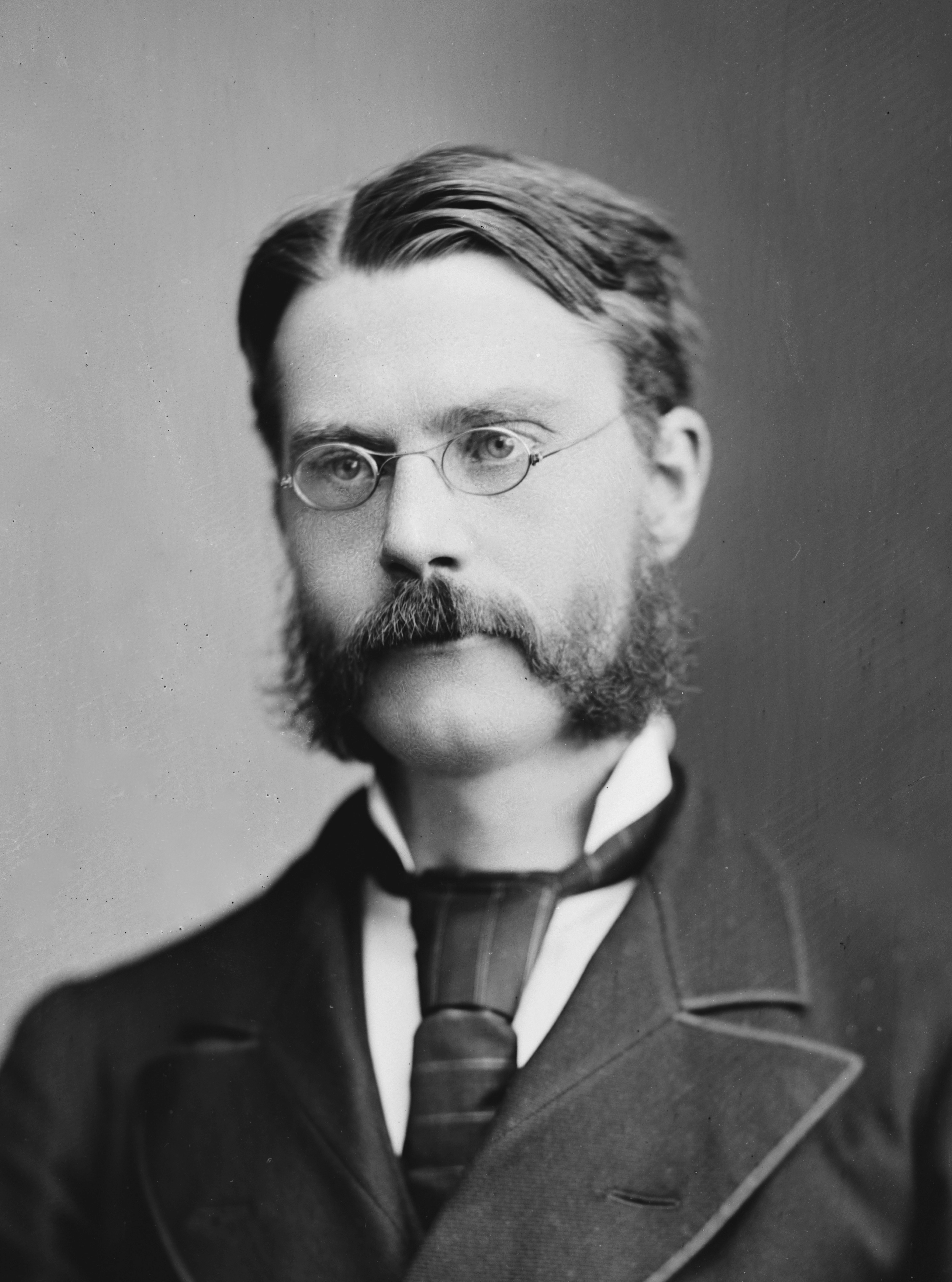
Edward Singleton Holden tussen 1870 en 1880

Edward Singleton Holden (St. Louis, 5 november 1846 - West Point, 16 maart 1914) was een Amerikaans astronoom.
Holden studeerde eerst wiskunde en daarna astronomie in Washington D.C.. Ook gradueerde hij daar. In 1866 kwam hij als cadet bij de West Point-academie en in 1871 werd hij luitenant in de artillerie. In 1873 stopte hij in het leger en werd hij professor wiskunde in de United States Naval Observatory. Hij was de directeur van de Washburn Observatory bij de Universiteit van Wisconsin-Madison van 1881 tot 1885. In 1885 werd hij lid van de National Academy of Sciences.
Op 28 augustus 1877 (enkele dagen nadat Asaph Hall de manen van Mars, Deimos en Phobos ontdekte), beweerde Holden dat hij een derde natuurlijke maan van Mars gevonden had. Na verdere analyse van zijn werk bleek dat hij in zijn observaties grote fouten gemaakt had.
Van 1885 tot 1888 was Holden president van de Universiteit van Californië. Van 1888 tot 1897 was hij de eerste directeur van de Lick Observatory. Ondertussen gaf hij in 1893 een boek uit over het Mogolrijk, "The Mogul emperors of Hindustan" Hij nam ontslag als directeur van het observatorium door een intern meningsverschil tussen hem en zijn ondergeschikten. Tijdens zijn periode als directeur was hij ook oprichter van de Astronomical Society of the Pacific. Van 1889 tot 1891 was hij van deze vereniging de eerste directeur.
In 1901 werd hij bibliothecaris van de West Point-academie, wat hij tot zijn dood bleef doen. In totaal ontdekte hij gedurende zijn werk bij de Washburn Observatory 19 NGC-objecten. Hij schreef veel boeken over populaire wetenschap, maar ook over andere onderwerpen als heraldiek. In zijn werk bevinden zich ook boeken bestemd voor de jeugd, zoals Real Things In Nature. A Reading Book of Science for American Boys and Girls, wat uitgegeven werd in 1916, na zijn dood in 1914.

## Vernoemd naar E. S. Holden
- De planetoïde 872 Holda.
- De maankrater Holden, rakend aan de zuidelijke rand van de walvlakte Vendelinus ten zuidoosten van Mare Fecunditatis.
- De Marskrater Holden.

## E. S. Holden's 19 NGC objecten, ontdekt in 1881 en 1882
NGC 3200, NGC 3441, NGC 3531 (herontdekking, in 1865 ontdekt door Albert Marth), NGC 3792, NGC 3843, NGC 3979, NGC 4576, NGC 4581, NGC 5030, NGC 5031, NGC 5035, NGC 5038, NGC 5046, NGC 5080, NGC 5496, NGC 5769, NGC 5858, NGC 6912, NGC 7226.
- Biblioteca Nacional de España: XX4687567
- Catàleg d'autoritats de noms i títols de Catalunya: 981058511083006706
- Gemeinsame Normdatei: 116960248
- International Standard Name Identifier: 0000 0000 8083 1461
- Library of Congress Control Number: n80139210
- National Archives and Records Administration: 10568199
- Nationale bibliotheek van Australië: 35201606
- Nationale Bibliotheek van Israël: 987007278557705171
- Nederlandse Thesaurus van Auteursnamen: 126907838
- SNAC: w64f1t0v
- Système universitaire de documentation: 081493460
- Trove: 862632
- Virtual International Authority File: 3235713
- WorldCat: E39PBJbGXxTX9tCPHhPqbgWYyd